# Кабыш, Марина Александровна
Марина Александровна Кабыш (род. 23 февраля 1969 года, Москва, РСФСР, СССР) — российский художник, член-корреспондент Российской академии художеств (2019). Заслуженный художник Российской Федерации (2023).

## Биография
Родилась 23 февраля 1969 года в Москве.
В 1995 году — окончила Московский художественный институт имени В. И. Сурикова.
С 1996 года — член Московского союза художников.
С 2020 года — член Союза художников России.
В 2019 году — избрана членом-корреспондентом Российской академии художеств от Отделения живописи.

## Основные работы
Участвовала в воссоздании Храма Христа Спасителя в Москве (главный купол, зал церковных соборов — роспись колонн под руководством Е. Н. Максимова, 1997—2000), автор проекта росписи Кафедрального собора Успения Пресвятой Богородицы и святых Царственных мучеников в Лондоне, руководила и участвовала в росписи алтарной части (2012—2013), серия живописных работ по Греции : полиптих «остров Гидра». Пять частей, холст, масло, 130х95 каждая (2018—2019), «Афины», холст, масло, 90х110 (2016), «Герой», холст, масло, 90х110 (2016), «Татьяна», холст, масло, 130х95 (2016—2017), «Английское кафе» триптих, б. на холсте, авт. техн., 100х120 каждая часть (2014), «Столик на двоих» (серия Париж), холст, масло, 95х120 (2015), «Парижский перекресток», холст, масло, 150х110 (2016), «Сальса», холст, масло, 130х235 (2020—2021), серия работ по Гаване : «Карнавальное шествие на Маликоне», холст, масло, 130х255 (2019), «Портреты кубинцев», холст, масло, 45х50 (2019), «Улица в Свияжске», холст, масло, 40х50 (2021), «В гору» из серии «Греция», холст, масло, 90х110 (2016), «Весенний день», холст, масло, 50х60 (2008), «Игра», холст, масло, 90х100 (2008).
Её произведения находятся в коллекциях Государственного музея изобразительных искусств Республики Татарстан, Национальной художественной галереи «Хазинэ», Российской Академии Искусств (Москва), Музея истории Свияжска, Пересавльского музея заповедника, в частных коллекциях России, Германии, Гонконга, Великобритании, Франции, Италии.